# Congreso de la Confederación
El Congreso de la Confederación o, formalmente, los Estados Unidos reunidos en Congreso fue el órgano de gobierno de los Estados Unidos desde el 1 de marzo de 1781 hasta 4 de marzo de 1789. Lo formaron delegados que habían sido nombrados por las legislaturas estatales. Fue el sucesor del Segundo Congreso Continental. El Congreso de los Estados Unidos sucedió al Congreso de la Confederación.

## Eventos
El Congreso de la Confederación se formó en la última etapa de la Guerra de Independencia de los Estados Unidos. Los combates habían finalizado en octubre después de la rendición de Gran Bretaña en la batalla de Yorktown. Sin embargo, Gran Bretaña continuó ocupando la Ciudad de Nueva York mientras una delegación estadounidense en París, nombrada por el Congreso, negociaba la paz. En 1783 se firmó el Tratado de París concluyendo la guerra. El Congreso tenía poco poder y sin la amenaza de guerra contra Gran Bretaña, se volvió más difícil alcanzar quórum. No obstante el Congreso se las arregló para aprobar leyes importantes como la Ordenanza Noroeste.
Había muchos problemas por lo que entonces el Congreso convocó a una convención en 1787 para recomendar cambios a los Artículos de la Confederación. Esta convención decidió redactar una Constitución para reemplazar los Artículos. El Congreso envió la Constitución a los estados, y la Constitución fue ratificada por un número suficiente de estados como para entrar en vigor en septiembre de 1788. El 12 de septiembre de 1788, el Congreso fijó la fecha para seleccionar a los electores a presidente de los Estados Unidos para el 7 de enero de 1789, la fecha para que los electores votaran al presidente el 4 de febrero de 1789 y la fecha para la entrada en vigor de la Constitución para el 4 de marzo de 1789.
El 10 de octubre de 1788, el Congreso se reunió por última vez.

## Fechas y lugares de sesiones
Primer Congreso de la Confederación
- 1 de marzo de 1781 - 3 de noviembre de 1781, Filadelfia, Pensilvania

Segundo Congreso de la Confederación
- 5 de noviembre de 1781 - 2 de noviembre de 1782, Filadelfia, Pensilvania

Tercer Congreso de la Confederación
- 4 de noviembre de 1781 - 21 de junio de 1783, Filadelfia, Pensilvania
- 30 de junio de 1783 - 1 de noviembre de 1783, Princeton, Nueva Jersey

Cuarto Congreso de la Confederación
- 3 de noviembre de 1783 - 4 de noviembre de 1783, Princeton

Quinto Congreso de la Confederación
- 26 de noviembre de 1783 - 3 de junio de 1784, Annapolis, Maryland

Sexto Congreso de la Confederación
- 1 de noviembre de 1784 - 24 de diciembre de 1784, Trenton, Nueva Jersey
- 11 de enero de 1785 - 4 de noviembre de 1785, Nueva York, Nueva York

Séptimo Congreso de la Confederación
- 7 de noviembre de 1785 - 3 de noviembre de 1786, Nueva York

Octavo Congreso de la Confederación
- 6 de noviembre de 1786 - 30 de octubre de 1787, Nueva York

Noveno Congreso de la Confederación
- 5 de noviembre de 1787 - 21 de octubre de 1788, Nueva York

Décimo Congreso de la Confederación
- 3 de noviembre de 1788 - 2 de marzo de 1789, Nueva York